# Лімоне-суль-Гарда
Лімоне-суль-Гарда, Лімоне-суль-Ґарда (італ. Limone sul Garda) — муніципалітет в Італії, у регіоні Ломбардія, провінція Брешія.
Лімоне-суль-Гарда розташоване на відстані близько 460 км на північ від Рима, 130 км на схід від Мілана, 55 км на північний схід від Брешії.
Населення — 1176 осіб (2014).
Щорічний фестиваль відбувається 11 липня. 

## Галерея зображень

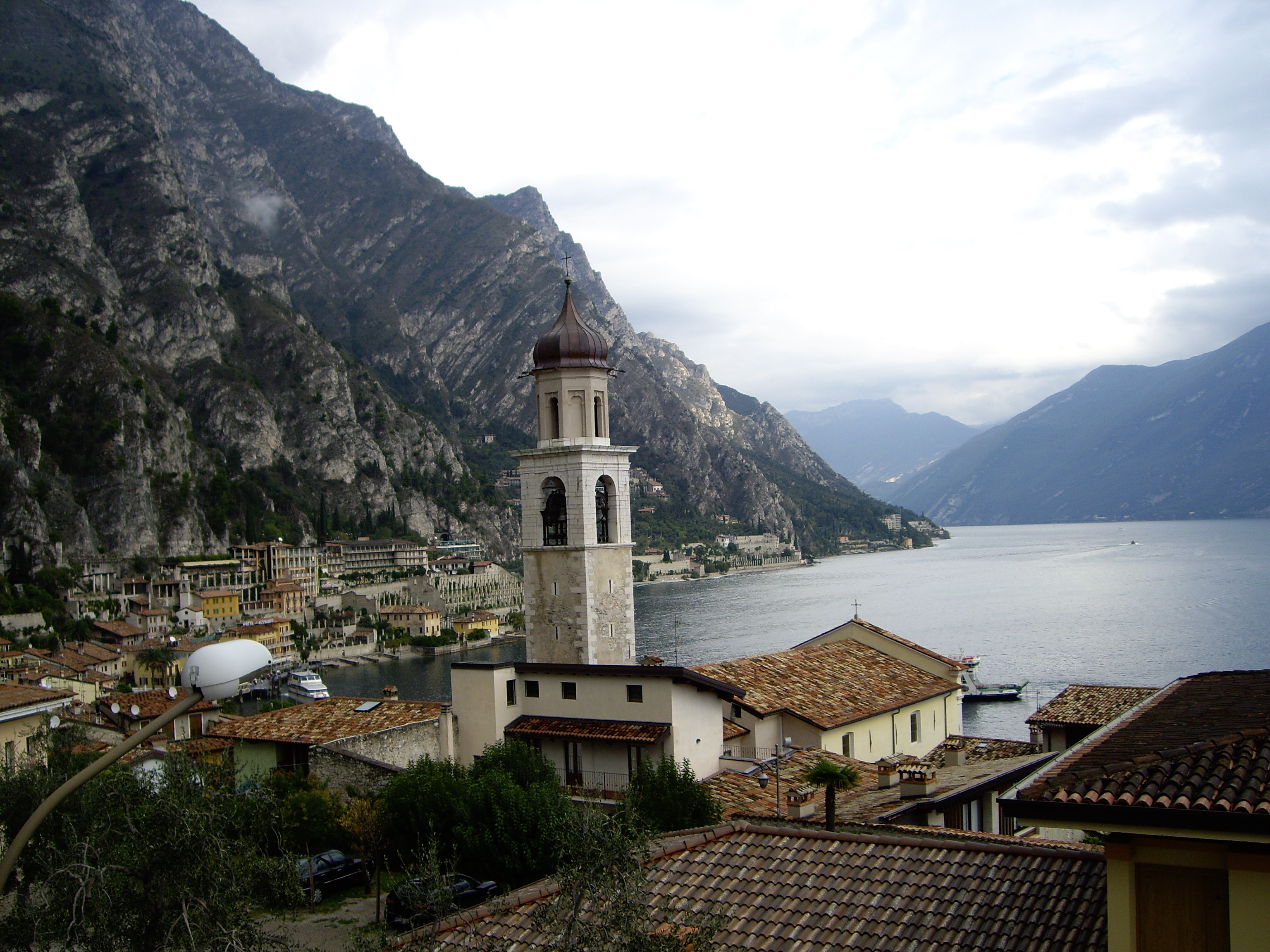
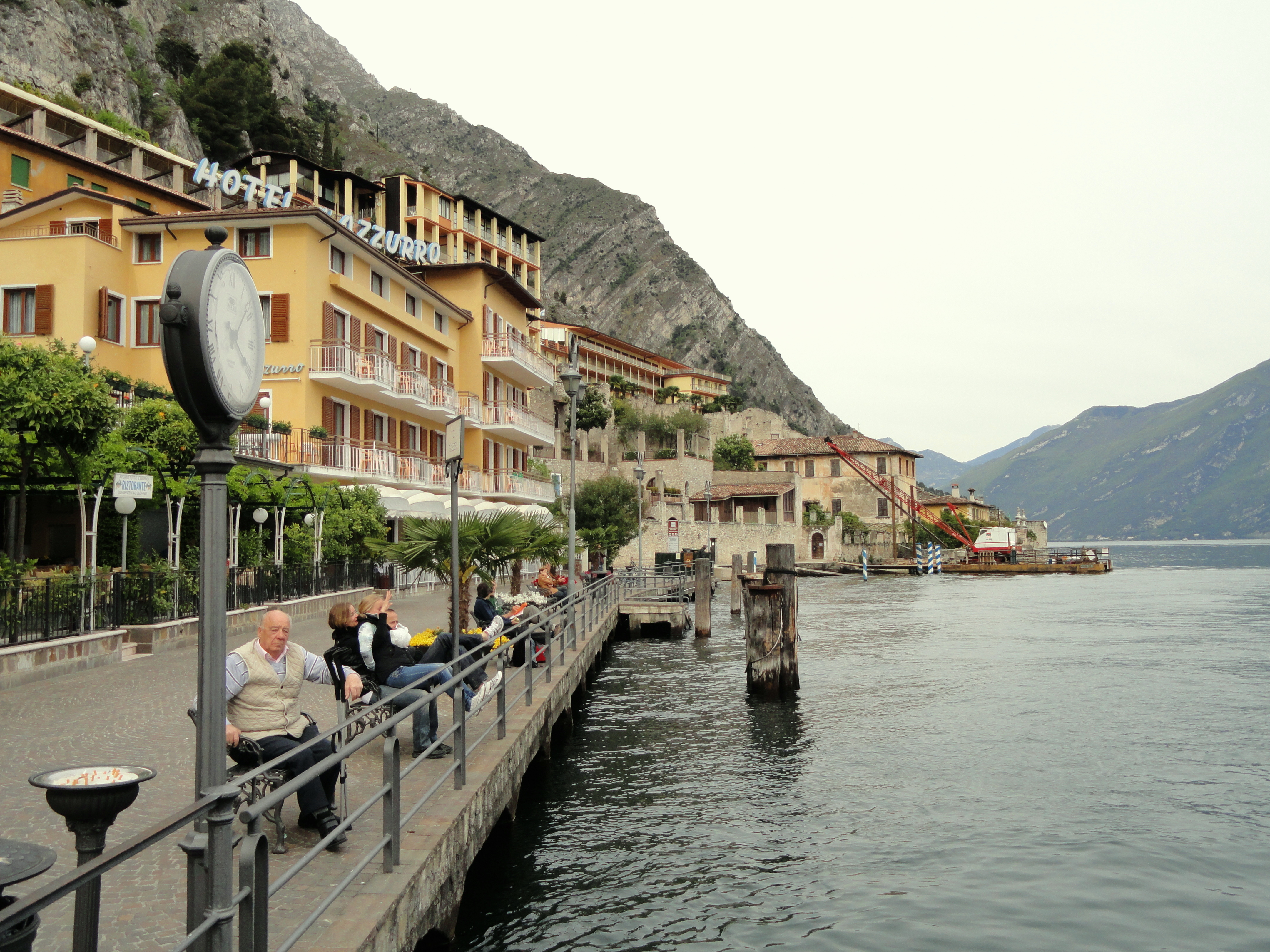
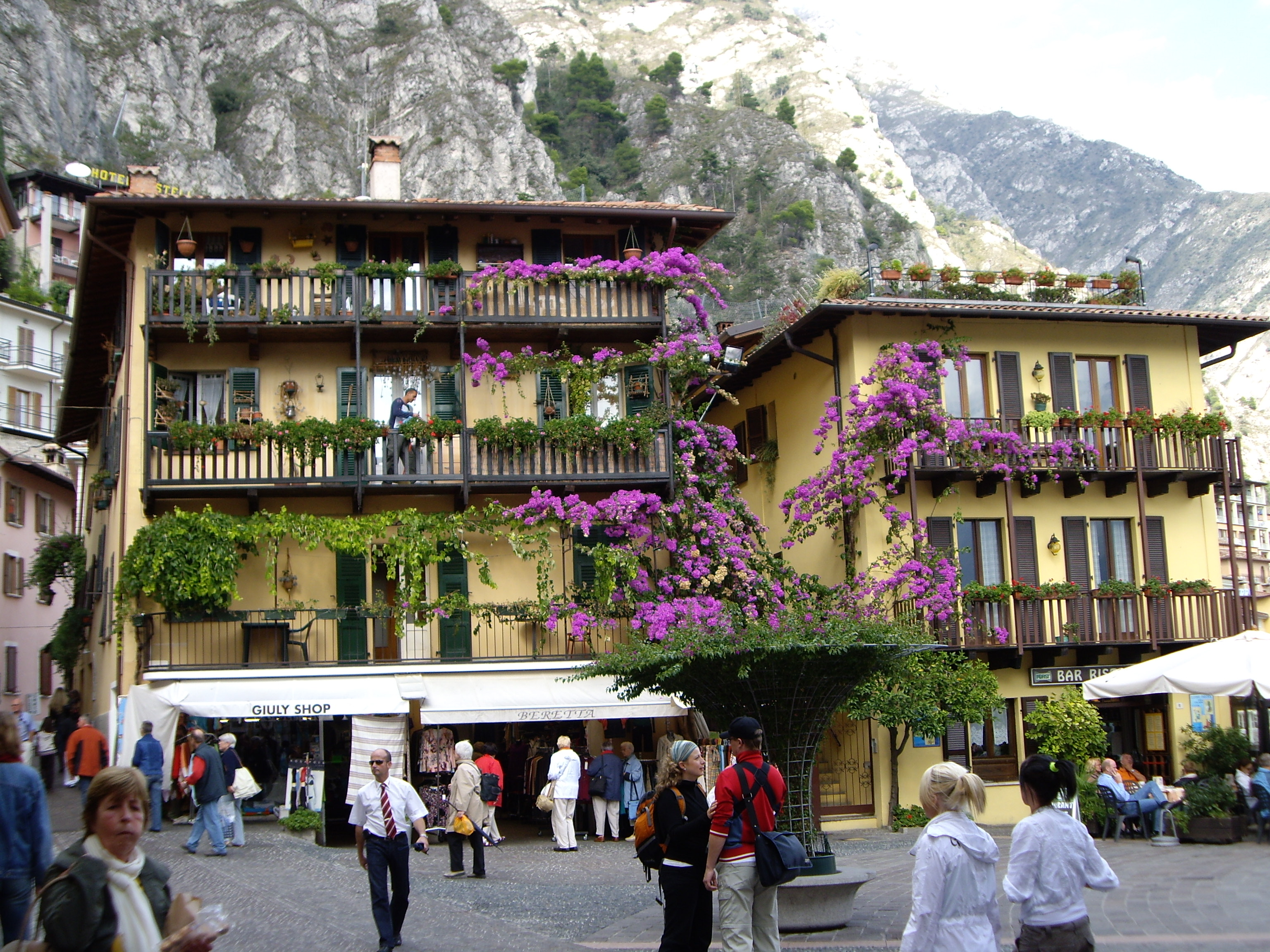
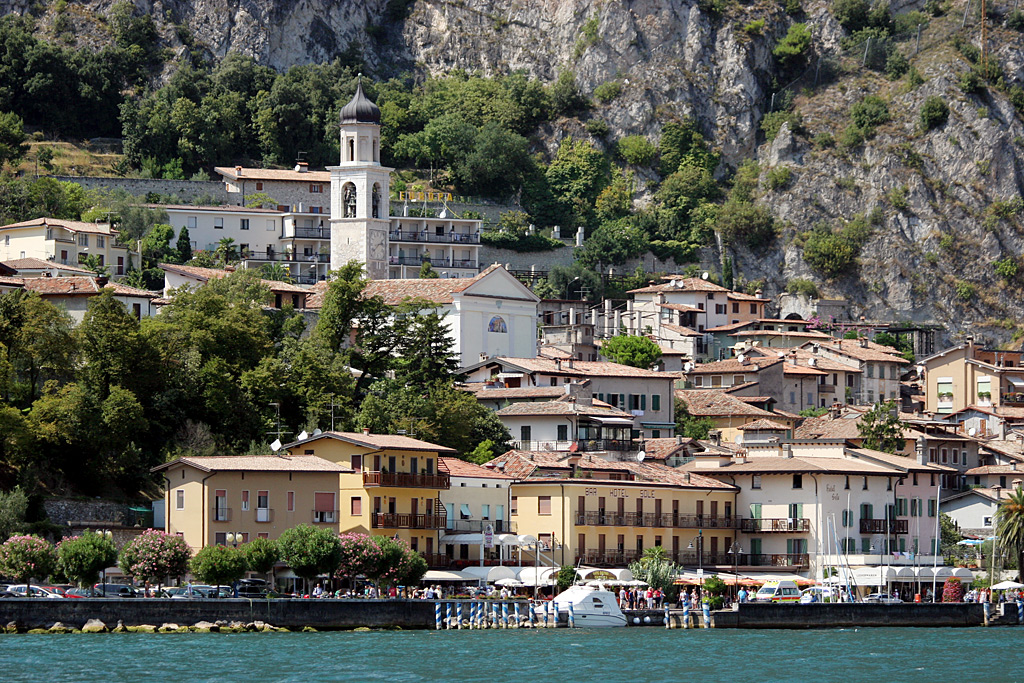
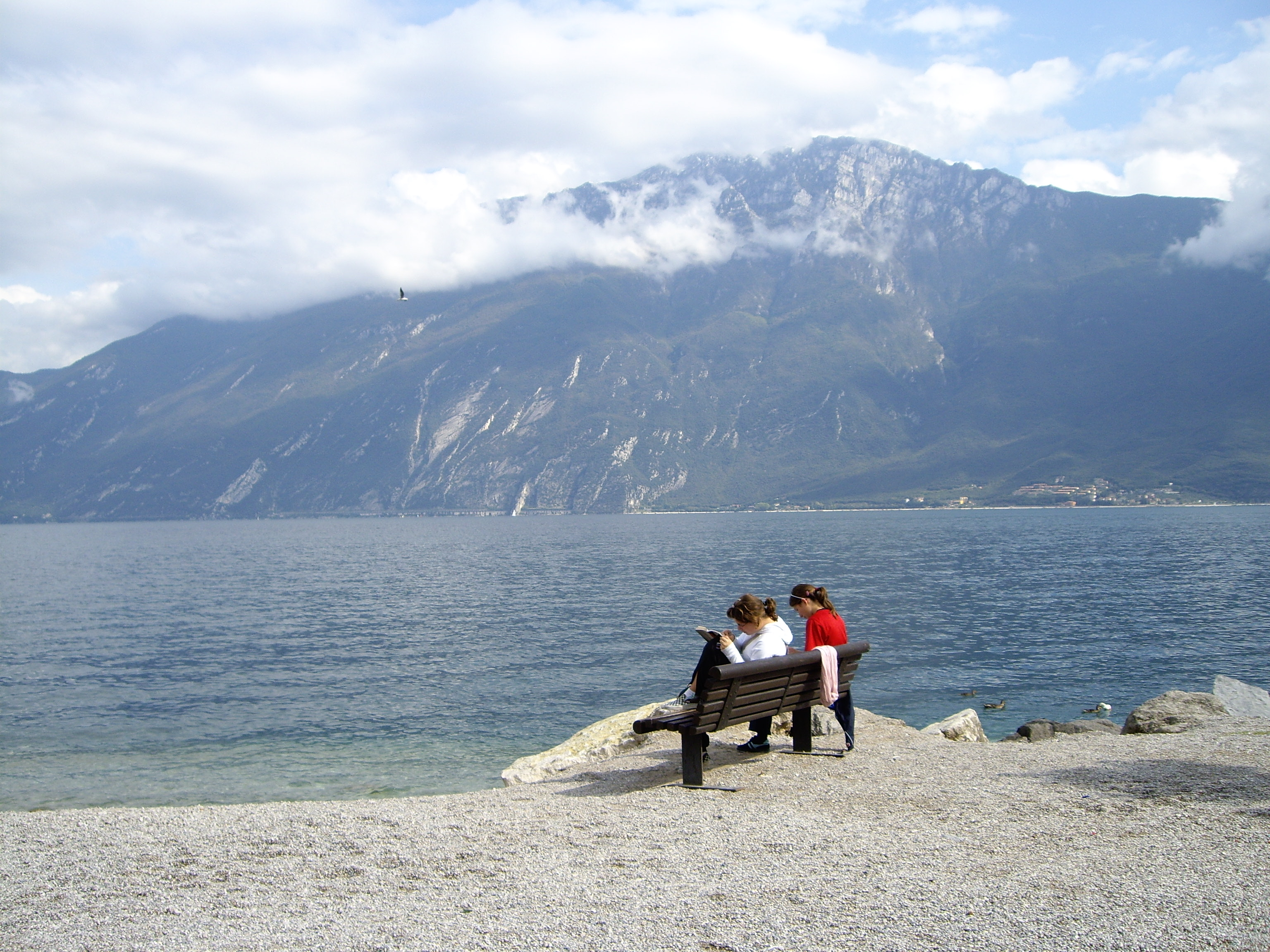

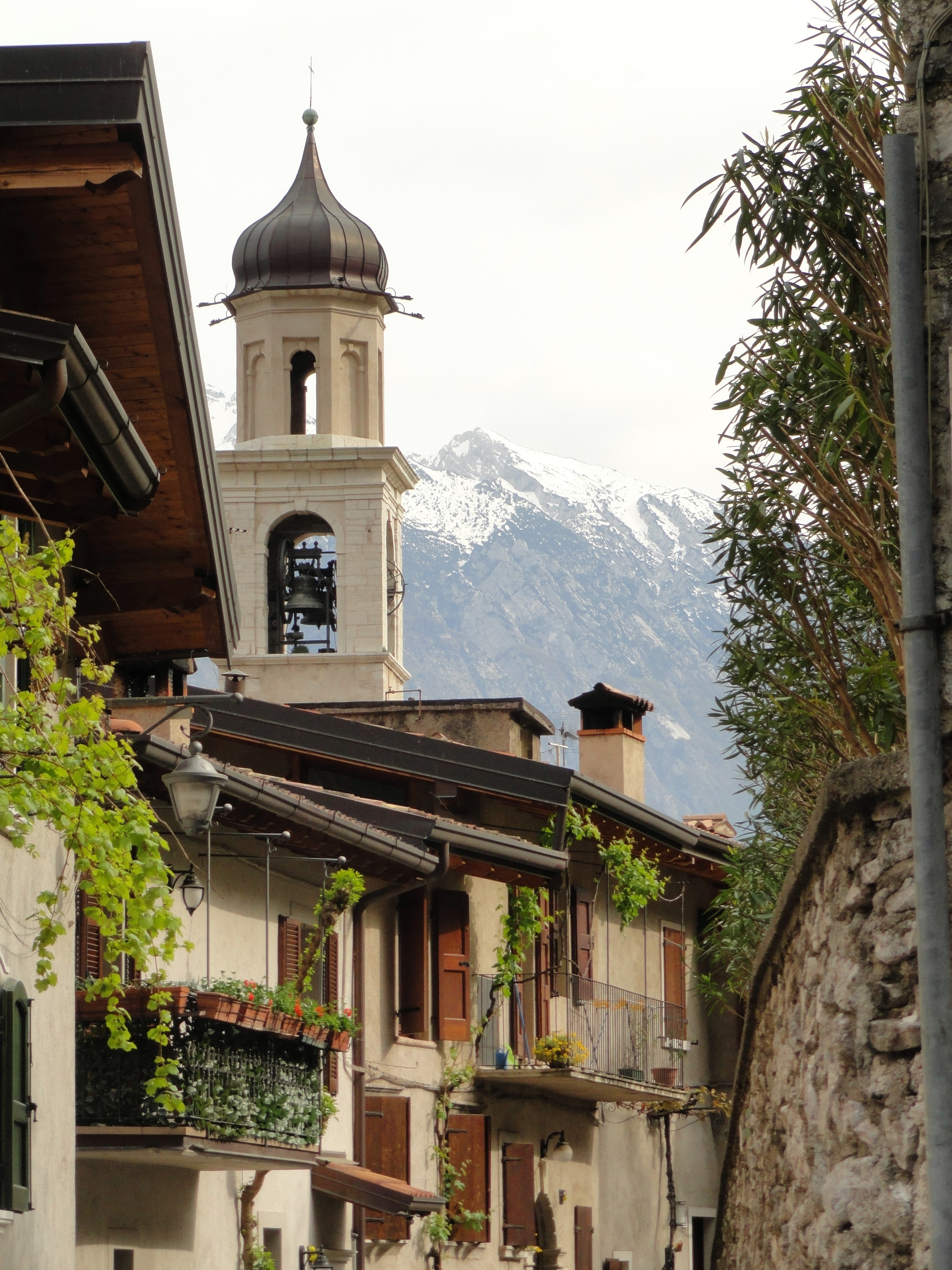
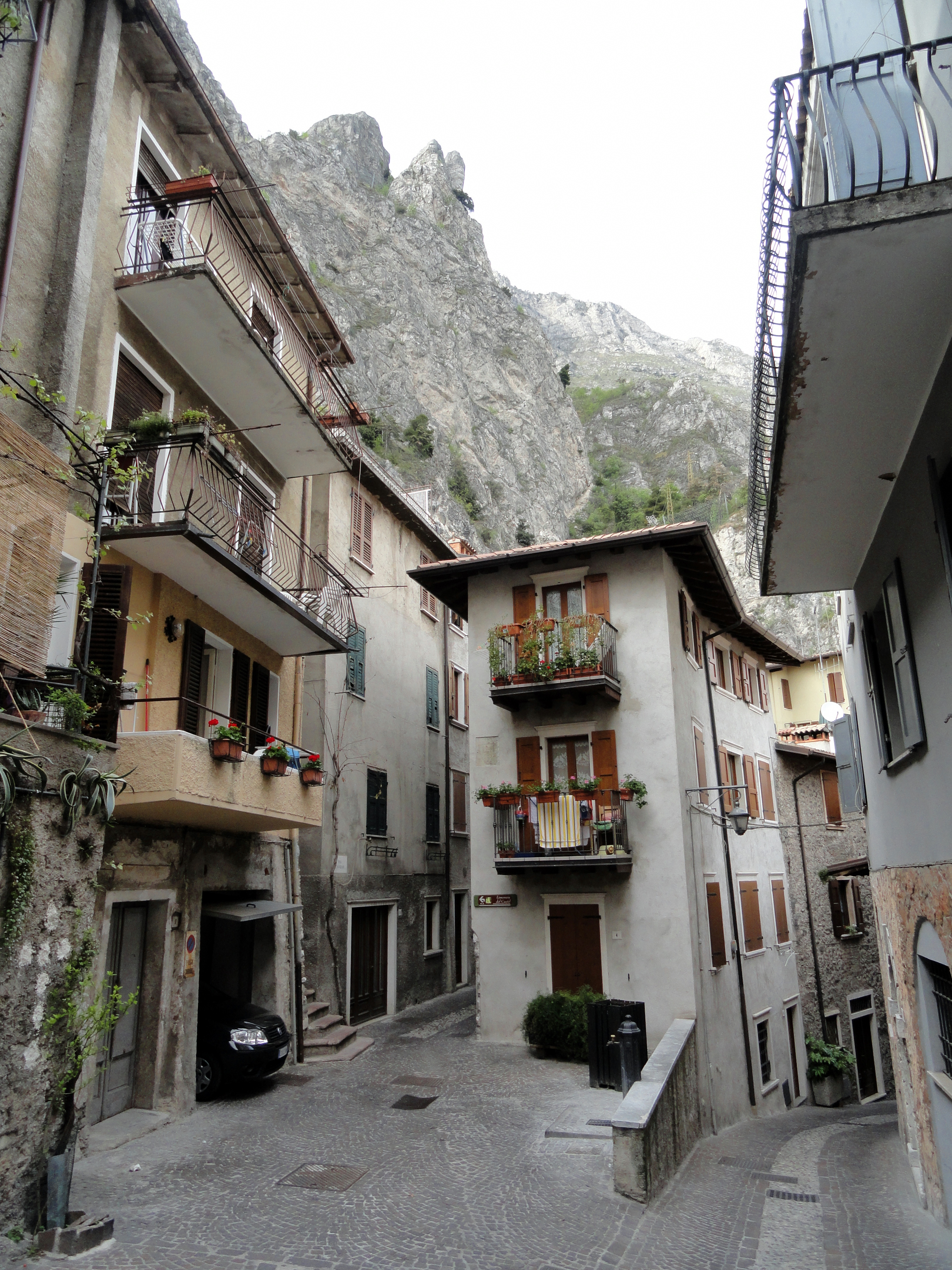
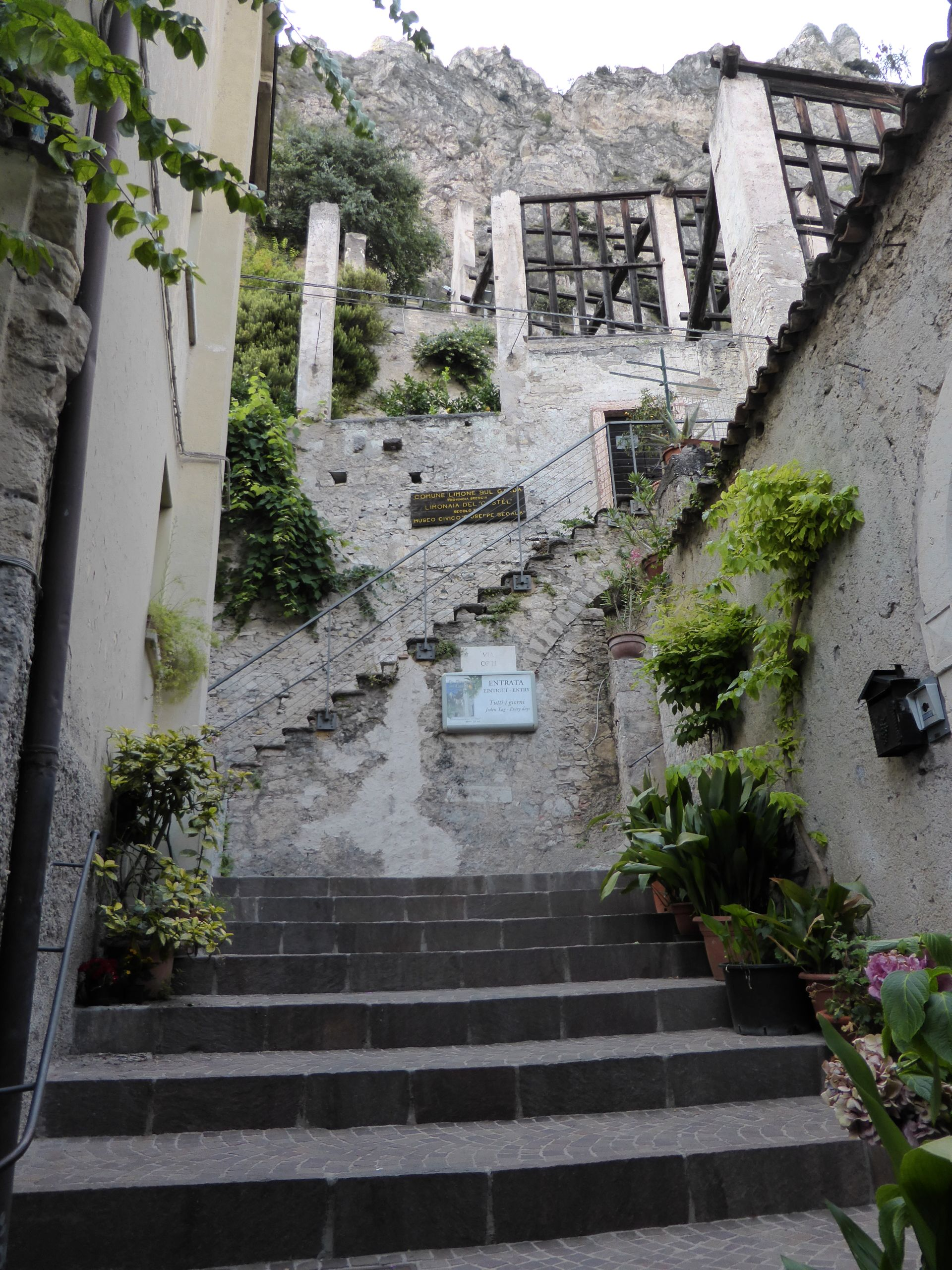

## Демографія
Населення за роками:

Станом на 1 січня 2023 року в муніципалітеті офіційно проживали 143 іноземці з 28 країн, серед них 66 громадян країн Євросоюзу та 5 громадян України.

## Сусідні муніципалітети
- Мальчезіне
- Моліна-ді-Ледро
- Рива-дель-Гарда
- Тремозіне